# Крайтон-Стюарт, Джон, 5-й маркиз Бьют
Джон Крайтон-Стюарт, 5-й маркиз Бьют (англ. John Crichton-Stuart, 5th Marquess of Bute; 4 августа 1907 — 14 августа 1956) — британский аристократ.

## Биография
Родился 4 августа 1907 года. Старший сын Джона Крайтона-Стюарта, 4-го маркиза Бьюта (1881—1947), и Августы Мэри Моники Беллингем (1880—1947), дочери сэра Генри Беллингема, 4-го баронета (1846—1921), и леди Констанс Джулии Элеоноры Джорджианы Ноэль (1847—1891), дочери Чарльза Ноэля, 2-го графа Гейнсборо.
25 апреля 1947 года после смерти своего отца Джон Крайтон-Стюарт унаследовал титул 5-го маркиза Бьюта и стал членом Палаты лордов Великобритании.
Носил чин второго лейтенанта королевской артиллерии. Занимал должности вице-лейтенанта Бьютшира и мирового судьи Бьюта.
Командор Орден Госпиталя святого Иоанна Иерусалимского

## Брак и дети
26 апреля 1932 года Джон Крайтон-Стюарт женился на леди Эйлин Беатрис Форбс (1 июля 1912 — июль 1993), дочери Бернарда Форбса, 8-го графа Гранарда (1874—1948), от его жены Беатрис Миллс Форбс (1883—1972), американской светской львицы, которая была дочерью Огдена Миллса. У них было четверо детей:
- Джон Крайтон-Стюарт, 6-й маркиз Бьют (27 февраля 1933 — 22 июля 1993), старший сын и преемник отца
- Лорд Дэвид Крайтон-Стюарт (27 февраля 1933—1977), с 1972 года был женат на Хелен Маккол, от брака с которой у него было двое детей
- Лорд Джеймс Крайтон-Стюарт (17 сентября 1935 — 5 декабря 1982). Он женился и развелся с фотомоделью Сарой Фрэнсис Крокер-Пул (род. 1940), которая позже вышла замуж за мусульманского религиозного лидера Ага-хана IV, приняла ислам, взяла имя «Салима Ага-хан» и стала матерью троих детей Ага Хана, включая его вероятного наследника Рахима Ага-хана (род. 1971).
- Леди Каролина Мойра Фиона Крайтон-Стюарт (род. 7 января 1941), муж с 1959 года капитан Майкл Лоусли-Уильямс, четверо детейД

## Интересы
Маркиз Бьют был опытным орнитологом; в 1931 году он купил острова Сент-Килда, чтобы сохранить их в качестве птичьего заповедника, оставив их Национальному фонду Шотландии в 1956 году.
В 1953 году Фонд маркизы Бьют и леди Сент-Дэвид был создан для поощрения и поддержки женщин в обучении в качестве медсестер и акушерок в Южном Уэльсе.

## Происхождение
Со стороны своего отца 5-й маркиз Бьют был прямым потомком короля Шотландии Роберта II Стюарта по мужской линии через Джона Стюарта, его незаконнорожденного сына от Мойры Литч. Со стороны матери 5-й маркиз Бьют был потомком короля Великобритании Вильгельма IV по линии Элизабет Хей, графини Эрролл (1801—1856), одной из его внебрачных дочерей от его любовницы Дороти Блэнд. Таким образом, 5-й маркиз был первым членом семьи Бьют, который произошел от Вильгельма IV.